# Vändåtberget
Vändåtberget és una des de 1989 una reserva natural en Örnsköldsvik al comtat de Västernorrland en Suècia que ocupa una superfície de 3,45 km².
El bosc primari de Vändåt és un hàbitat per l'escarabat Pytho kolwensis que està en perill d'extinció, de l'gènere Pytho i la família Pythidae. També és un hàbitat d'un escarabat de banyes llargs, Nothorhina muricata.
L'origen del nom "Vändåt" és desconegut.

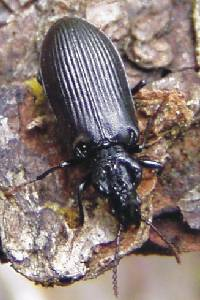
Pytho kolwensis, Vändåtberget.